# 17 tháng 3
Ngày 17 tháng 3 là ngày thứ 76 (77 trong năm nhuận) trong lịch Gregory. Còn 289 ngày trong năm.

## Sự kiện
- 455 – Một ngày sau khi vụ ám sát hoàng đế Valentinianus III do ông chủ mưu, Petronius Maximus trở thành hoàng đế của Đế quốc Tây La Mã với sự ủng hộ của viện nguyên lão.
- 916 – Thủ lĩnh Da Luật A Bảo Cơ lên ngôi hoàng đế, đặt quốc hiệu "Khiết Đan", tiền thân của nhà Liêu.
- 1879 – Collège de My Tho (nay là Trường Trung học phổ thông Nguyễn Đình Chiểu ở Mỹ Tho, Tiền Giang), một trong những trường học đầu tiên ở miền Nam Việt Nam được thành lập.
- 1930 – tại 42 phố Hàng Thiếc, thành lập Ban Chấp hành lâm thời Đảng bộ Hà Nội.
- 1950 – Các nhà nghiên cứu của Đại học California tại Berkeley công bố rằng họ tạo thành được nguyên tố hóa học thứ 98, họ đặt tên cho nguyên tố là "Californi".
- 1969 – Golda Meir trở thành Thủ tướng thứ tư của Israel, bà cũng là nữ thủ tướng đầu tiên của quốc gia.
- 1975 – Chiến dịch Tây Nguyên: giải phóng 2 thị xã Pleiku và Kon Tum.
- 1975 – Đề xuất về DES được công bố trên công báo liên bang Hoa Kỳ (Federal Register) để công chúng tham gia ý kiến.
- 1982 – Vụ lật chuyến tàu 183 (SE6) tại xã Tây Hòa, huyện Trảng Bom, tỉnh Đồng Nai khiến 200 người chết và rất nhiều người bị thương.
- 1998 – Nam Phi diễn ra trưng cầu dân ý, kết quả 68,7% tán thành bỏ chế độ phân biệt chủng tộc.
- 2011 – Hội đồng Bảo an Liên Hợp Quốc thông qua Nghị quyết 1973, cho phép thiết lập vùng cấm bay và sử dụng các biện pháp cần thiết để bảo vệ thường dân trong Nội chiến Libya.

## Sinh
- 1628 – François Girardon, điêu khắc gia Pháp (m. 1715)
- 1787 – Edmund Kean, diễn viên người Anh (m. 1833)
- 1804 – Jim Bridger, nhà thám hiểm người Mỹ (m. 1881)
- 1820 – Jean Ingelow, thi sĩ Anh (m. 1897)
- 1822 – Nguyễn Phúc Miên Tống, tước phong Hà Thanh Quận công, hoàng tử con vua Minh Mạng (m. 1858)
- 1834 – Gottlieb Daimler, kĩ sư, nhà phát minh người Đức (m. 1900)
- 1846 – Kate Greenaway, tác gia trẻ em, họa sĩ minh họa người Anh (m. 1901)
- 1856 – Mikhail Vrubel, họa sĩ người Nga (m. 1910)
- 1862 – Silvio Gesell, nhà kinh tế học người Bỉ (m. 1930)
- 1870 – Horace Donisthorpe, nhà nghiên cứu sâu bọ người Anh (m. 1951)
- 1880 – Sir Patrick Hastings, Barrister người Anh (m. 1952)
- 1881 – Walter Rudolf Hess, Physiologist, giải thưởng Nobel Thụy Sĩ (m. 1973)
- 1883 – Urmuz, văn sĩ România (m. 1923)
- 1884 – Alcide Nunez, nhạc công Clarinet nhạc Jazz người Mỹ (m. 1934)
- 1886 – Patricia của Connaught, công chúa người Anh (m. 1974)
- 1888 – Paul Ramadier, chính khách Pháp (m. 1961)
- 1892 – Benjamin Drake Van Wissen, kĩ sư người Úc (m. 1984)
- 1894 – Paul Green, văn sĩ Mỹ (m. 1981)
- 1902 – Bobby Jones, vận động viên golf người Mỹ (m. 1971)
- 1908 – Brigitte Helm, nữ diễn viên người Đức (m. 1996)
- 1912 – Bayard Rustin, nhà đấu tranh cho nhân quyền người Mỹ (m. 1987)
- 1914 – Sammy Baugh, cầu thủ bóng đá người Mỹ
- 1915 – Henry Bumstead, giám đốc mĩ thuật người Mỹ (m. 2006)
- 1916 – Ray Ellington, ca sĩ người Anh (m. 1985)
- 1919 – Nat King Cole, ca sĩ người Mỹ (m. 1965)
- 1926 – Siegfried Lenz, văn sĩ Đức
- 1928 – William John McKeag, chính khách Canada (m. 2007)
- 1930 – James Irwin, nhà du hành vũ trụ người Mỹ (m. 1991)
- 1931 – David Peakall, nhà khoa học người Anh (m. 2001)
- 1932 – Donald N. Langenberg, nhà vật lý người Mỹ
- 1936 – Ladislav Kupkovic, nhà soạn nhạc người Slovakia
- 1936 – Ken Mattingly, nhà du hành vũ trụ người Mỹ
- 1937 – Adam Wade, ca sĩ, diễn viên người Mỹ
- 1938 – Rudolf Nureyev, diễn viên, biên đạo múa người Nga (m. 1993)
- 1938 – Keith Michael Patrick O'Brien, tu sĩ người Bắc Ireland
- 1939 – Jim Gary, điêu khắc gai Mỹ (m. 2006)
- 1940 – Mark White, chính khách Mỹ
- 1941 – Vương Kim Bình, chính khách Đài Loan
- 1942 – John Wayne Gacy, kẻ giết người hàng loạt người Mỹ (m. 1994)
- 1942 – Dimitris Poulikakos, nhà soạn nhạc, ca sĩ, diễn viên người Hy Lạp
- 1944 – Pattie Boyd, nhà nhiếp ảnh, người mẫu, người Anh
- 1944 – Cito Gaston, vận động viên bóng chày, ông bầu người Mỹ
- 1944 – John Sebastian, ca sĩ, nhà sáng tác người Mỹ
- 1945 – Elis Regina, ca sĩ người Brasil (m. 1982)
- 1945 – Katri Helena, ca sĩ người Phần Lan
- 1947 – James Morrow, tác gia Mỹ
- 1947 – Jan Andersson, chính khách Thụy Điển
- 1947 – Yury Chernavsky, nhà soạn nhạc, nhà sản xuất người Nga
- 1948 – William Gibson, văn sĩ Mỹ
- 1948 – Alex MacDonald, cầu thủ bóng đá, ông bầu người Scotland
- 1949 – Patrick Duffy, diễn viên người Mỹ
- 1949 – Pat Rice, cầu thủ bóng đá, ông bầu người Bắc Ireland
- 1949 – Daniel Lavoie, ca sĩ, nhà sáng tác người Pháp
- 1951 – Donald Findlay, luật sư người Scotland
- 1951 – Kurt Russell, diễn viên người Mỹ
- 1951 – Craig Ramsay, vận động viên khúc côn cầu trên băng người Canada
- 1952 – Nikos Xydakis, nhạc sĩ, nhà soạn nhạc người Hy Lạp
- 1954 – Lesley–Anne Down, nữ diễn viên người Anh
- 1955 – Gary Sinise, diễn viên người Mỹ
- 1955 – Cynthia McKinney, chính khách Mỹ
- 1956 – Patrick McDonnell, họa sĩ biếm hoạ người Mỹ
- 1957 – Mal Donaghy, cầu thủ bóng đá người Bắc Ireland
- 1957 – Michael Kelly, nhà báo người Mỹ (m. 2003)
- 1958 – Pat Bolland, phát thanh viên truyền thanh người Canada
- 1959 – Danny Ainge, cầu thủ bóng rổ, huấn luyện viên người Mỹ
- 1959 – Christian Clemenson, diễn viên người Mỹ
- 1960 – Arye Gross, diễn viên người Mỹ
- 1961 – Casey Siemaszko, diễn viên người Mỹ
- 1961 – Dana Reeve, nữ diễn viên, nhà hoạt động người Mỹ (m. 2006)
- 1961 – Andrew Paul, diễn viên người Anh
- 1962 – Ank Bijleveld–Schouten, chính khách Đức
- 1963 – Nick Peros, nhà soạn nhạc người Canada
- 1963 – Phương Trung Tín (Alex Fong), diễn viên người Trung Quốc
- 1964 – Rob Lowe, diễn viên người Mỹ
- 1964 – Lee Dixon, cầu thủ bóng đá người Anh
- 1964 – Jacques Songo'o, cầu thủ bóng đá người Cameroon
- 1966 – Jeremy Sheffield, diễn viên người Anh
- 1969 – Mathew St. Patrick, diễn viên người Mỹ
- 1969 – Alexander McQueen, nhà thiết kế thời trang người Anh
- 1970 – Yanic Truesdale, diễn viên người Canada
- 1971 – Bill Mueller, vận động viên bóng chày người Mỹ
- 1972 – Melissa Auf der Maur, nhạc sĩ Canada
- 1972 – Mia Hamm, cầu thủ bóng đá người Mỹ
- 1973 – Caroline Corr, ca sĩ, nhạc sĩ người Ireland
- 1973 – Vance Wilson, vận động viên bóng chày người Mỹ
- 1974 – Marisa Coughlan, nữ diễn viên người Mỹ
- 1975 – Andrew "Test" Martin, đô vật Wrestling chuyên nghiệp người Canada
- 1975 – Natalie Zea, nữ diễn viên người Mỹ
- 1976 – Brittany Daniel, nữ diễn viên người Mỹ
- 1976 – Cynthia Daniel, nữ diễn viên, nhiếp ảnh gia người Mỹ
- 1976 – Álvaro Recoba, cầu thủ bóng đá người Uruguay
- 1976 – Scott Downs, vận động viên bóng chày người Mỹ
- 1978 – Adam Jennings, diễn viên, nhà sản xuất, đạo diễn phim người Anh
- 1979 – Andrew Ference, vận động viên khúc côn cầu trên băng người Canada
- 1979 – Samoa Joe, đô vật Wrestling chuyên nghiệp Samoa
- 1980 – Danny Califf, cầu thủ bóng đá người Mỹ
- 1981 – Kyle Korver, cầu thủ bóng rổ người Mỹ
- 1982 – Steven Pienaar, cầu thủ bóng đá người Nam Phi
- 1986 – Olesya Rulin, nữ diễn viên người Mỹ
- 1989 – Shinji Kagawa, cầu thủ bóng đá người Nhật Bản

## Mất
- 45 – Titus Labienus, lãnh tụ người La Mã
- 180 – Marcus Aurelius, hoàng đế La Mã
- 1040 – Harold Harefoot, vua Anh
- 1425 – Ashikaga Yoshikazu, Shogun Nhật Bản (s. 1407)
- 1565 – Alexander Ales, nhà thần học người Scotland (s. 1500)
- 1640 – Philip Massinger, nhà viết kịch người Anh (s. 1583)
- 1680 – François de La Rochefoucauld, nhà văn người Pháp (s. 1613)
- 1741 – Jean–Baptiste Rousseau, nhà thơ người Pháp (s. 1671)
- 1846 – Friedrich Bessel, nhà toán học, nhà thiên văn người Đức (s. 1784)
- 1853 – Christian Doppler, thầy thuốc, nhà toán học người Áo (s. 1803)
- 1875 – Ferdinand Laub, nghệ sĩ vĩ cầm người Séc (s. 1832)
- 1893 – Jules Ferry, chính khách người Pháp (s. 1832)
- 1917 – Franz Brentano, nhà triết học, nhà tâm lý học người Đức (s. 1838)
- 1926 – Aleksei Brusilov, tướng lĩnh người Nga (s. 1853)
- 1937 – Austen Chamberlain, chính khách, giải thưởng Nobel hòa bình người Anh (s. 1863)
- 1941 – Marguerite Nichols, nữ diễn viên người Mỹ (s. 1895)
- 1945 – Đinh Nhu, nhạc sĩ Việt Nam, tác giả bài Cùng nhau đi Hồng binh (s. 1910)
- 1949 – Aleksandra Ekster, họa sĩ người Nga (s. 1882)
- 1956 – Fred Allen, diễn viên hài người Mỹ (s. 1894)
- 1956 – Irene Joliot–Curie, nhà vật lý, giải thưởng Nobel người Pháp (s. 1897)
- 1957 – Ramon Magsaysay, tổng thống Philippines (s. 1907)
- 1974 – Louis Kahn, kiến trúc sư người Mỹ
- 1976 – Luchino Visconti, đạo diễn người Ý (s. 1906)
- 1981 – Paul Dean, vận động viên bóng chày người Mỹ (s. 1913)
- 1983 – Haldan Keffer Hartline, Physiologist, giải thưởng Nobel người Mỹ (s. 1903)
- 1989 – Merritt Butrick, diễn viên người Mỹ (s. 1959)
- 1990 – Capucine, nữ diễn viên người Pháp (s. 1931)
- 1992 – Grace Stafford, nữ diễn viên người Mỹ (s. 1903)
- 1993 – Helen Hayes, nữ diễn viên người Mỹ (s. 1900)
- 1994 – Mai Zetterling, nữ diễn viên, người đạo diễn người Thụy Điển (s. 1925)
- 1995 – Ronnie Kray, găngxtơ người Anh (s. 1933)
- 1995 – Rick Aviles, diễn viên người Mỹ (s. 1952)
- 1996 – René Clément, đạo diễn phim, người viết kịch bản phim người Pháp (s. 1913)
- 1996 – Terry Stafford, ca sĩ người Mỹ (s. 1941)
- 1999 – Ernest Gold, nhà soạn nhạc người Áo (s. 1921)
- 1999 – Rod Hull, diễn viên hài người Anh (s. 1936)
- 2002 – Rosetta LeNoire, nữ diễn viên người Mỹ (s. 1911)
- 2002 – Văn Tiến Dũng, tướng lĩnh Việt Nam (s. 1917)
- 2003 – Su Buqing, nhà toán học, nhà sư phạm người Trung Quốc (s. 1902)
- 2005 – Andre Norton, văn sĩ Mỹ (s. 1912)
- 2006 – Bob Blue, ca sĩ, nhà sáng tác người Mỹ (s. 1948)
- 2006 – Oleg Cassini, nhà thiết kế thời trang người Mỹ (s. 1913)
- 2006 – Ray Meyer, huấn luyện viên bóng rổ người Mỹ (s. 1913)
- 2006 – Bob Papenbrook, diễn viên lồng tiếng người Mỹ (s. 1955)
- 2007 – John Backus, nhà khoa học máy tính người Mỹ (s. 1924)
- 2016 – Trần Lập, nhạc sĩ, ca sĩ Việt Nam (s. 1974)
- 2018 – Phan Văn Khải, Thủ tướng thứ Năm nước Cộng hòa Xã hội chủ nghĩa Việt Nam (s. 1933)
- 2020 – Thái Thanh, ca sĩ người Việt Nam (s. 1934).

## Ngày lễ và kỷ niệm
- Quốc khánh nước Ireland
  - Ngày thánh Patrick tại Ireland, Newfoundland và Labrador, Montserrat